# グアダルーペ川 (テキサス州)
グアダルーペ川（グアダルーペがわ、英語 Guadalupe River、スペイン語 Río Guadalupe）は、テキサス州カー郡からメキシコ湾岸のサンアントニオ湾までを流れている河川である。ラフティング、フライフィッシング、カヌーの人気スポットで、流路上の主な都市に、カービル、ニューブローンフェルズ、シギーン、ゴンザレス、クエロ、ビクトリアなどがある。川沿いには複数のダムがあり、中でもニューブローンフェルズの北西に位置するキャニオンレイクを形成するキャニオンダムが著名である。
グアダルーペ川を含む周辺の広い地域「テキサス・ヒル・カントリー」は、突発的な洪水が発生しやすい地域で、鉄砲水の多発する地域を意味する「フラッシュ・フラッド・アレー」とも呼ばれている。

## 流路
上流部はテキサス・ヒル・カントリーにあり、北支川と南支川が合流して形成される。石灰岩の岸辺にペカンとラクウショウが茂り、小規模で急流である。バーニーの東、ケンドール郡とコマール郡の境に位置し、タイヤチューブで川下りをするチュービングの人気スポットであるグアダルーペ川州立公園内を流れ下る。
下流域は、ニューブローンフェルズ近郊のキャニオン湖の出口から始まる。ニューブローンフェルズでコーマル川、ゴンザレスの西約3kmでサンマルコス川を合わせ、ティヴォリのすぐ北でサンアントニオ川が合流する。河口付近で三角州を形成し、北派川と南派川の二つの分流に分かれ、グアダルーペベイでサンアントニオ湾に注ぐ。

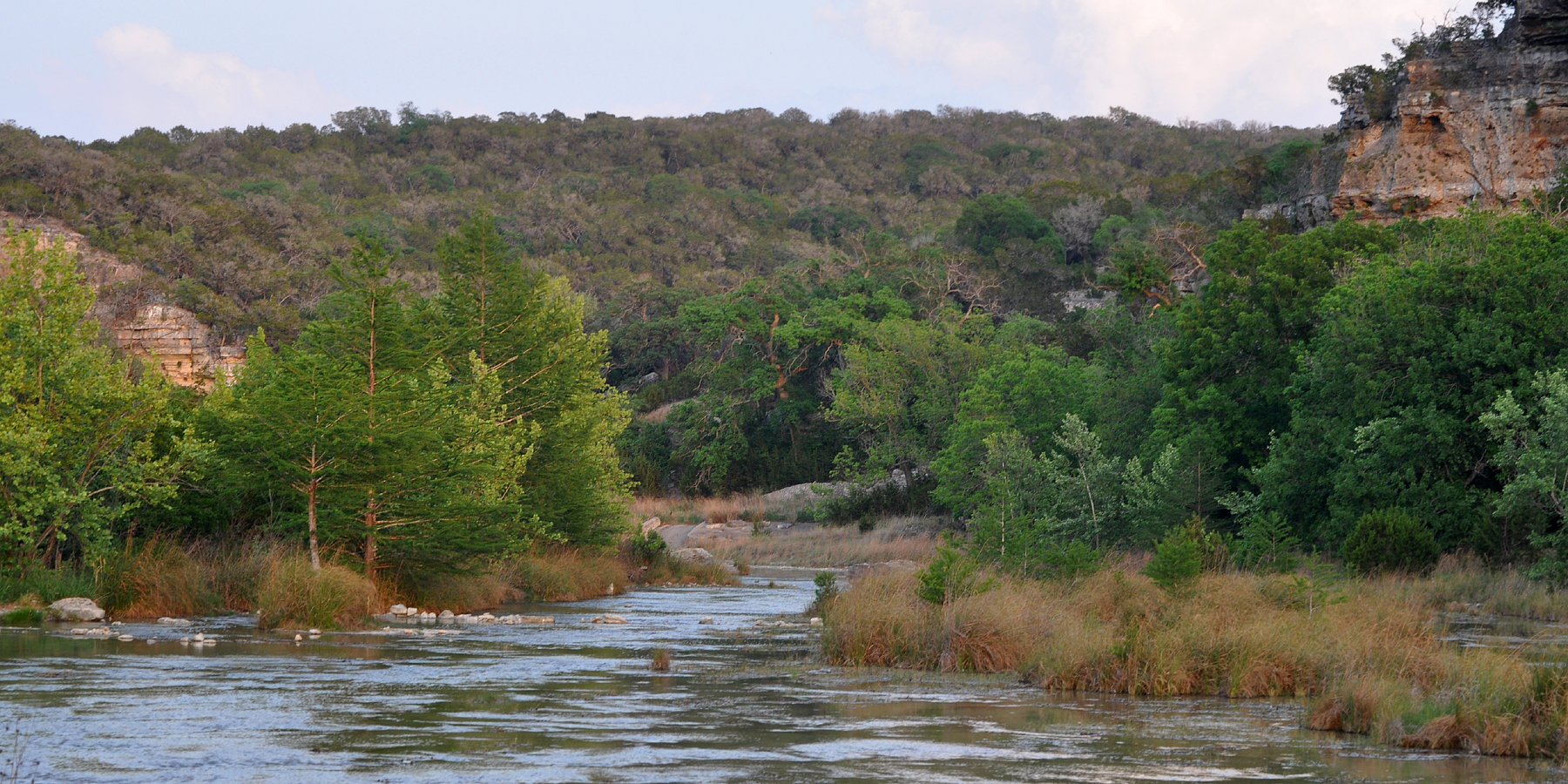
カー郡
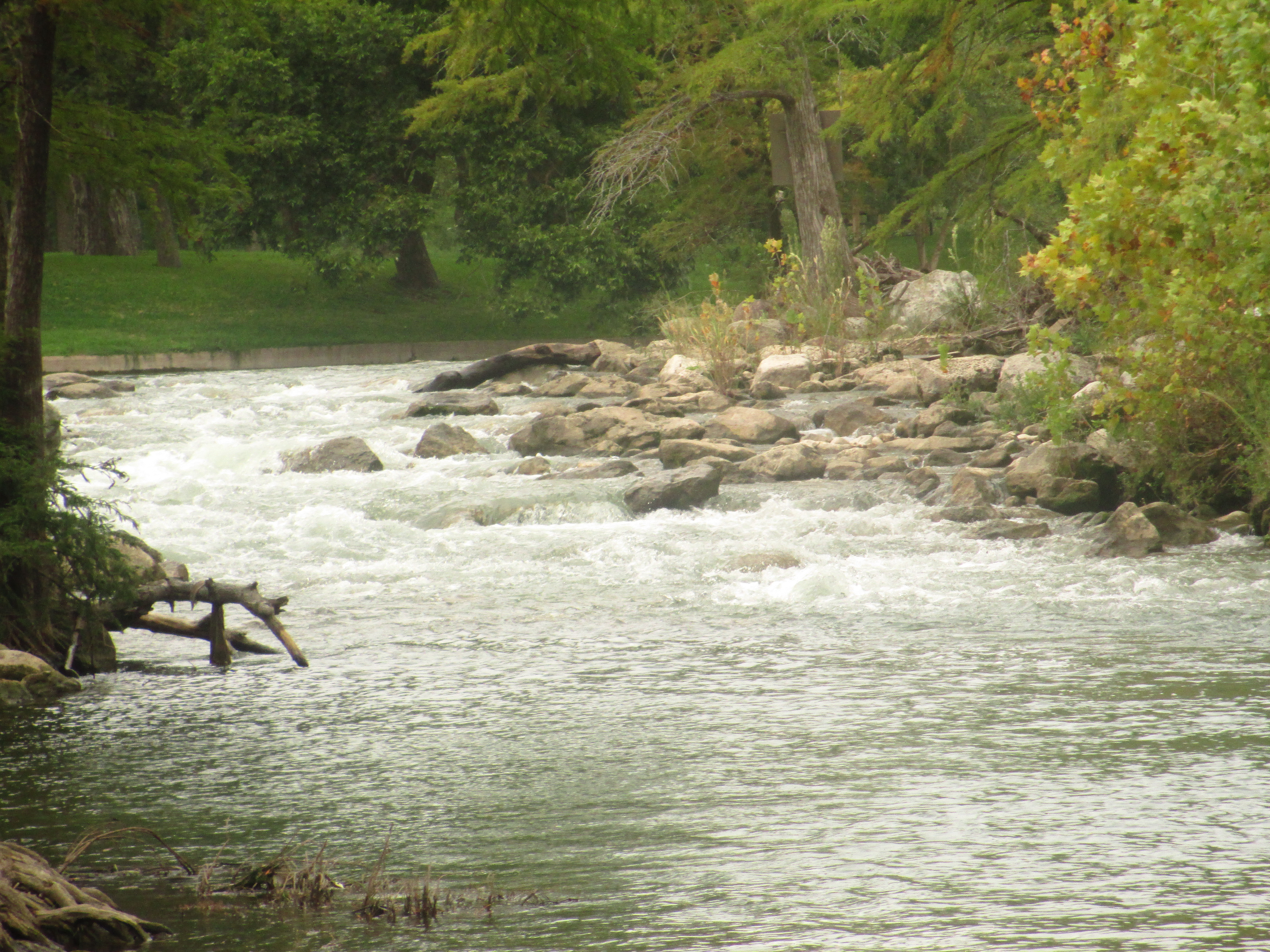
グルエネ
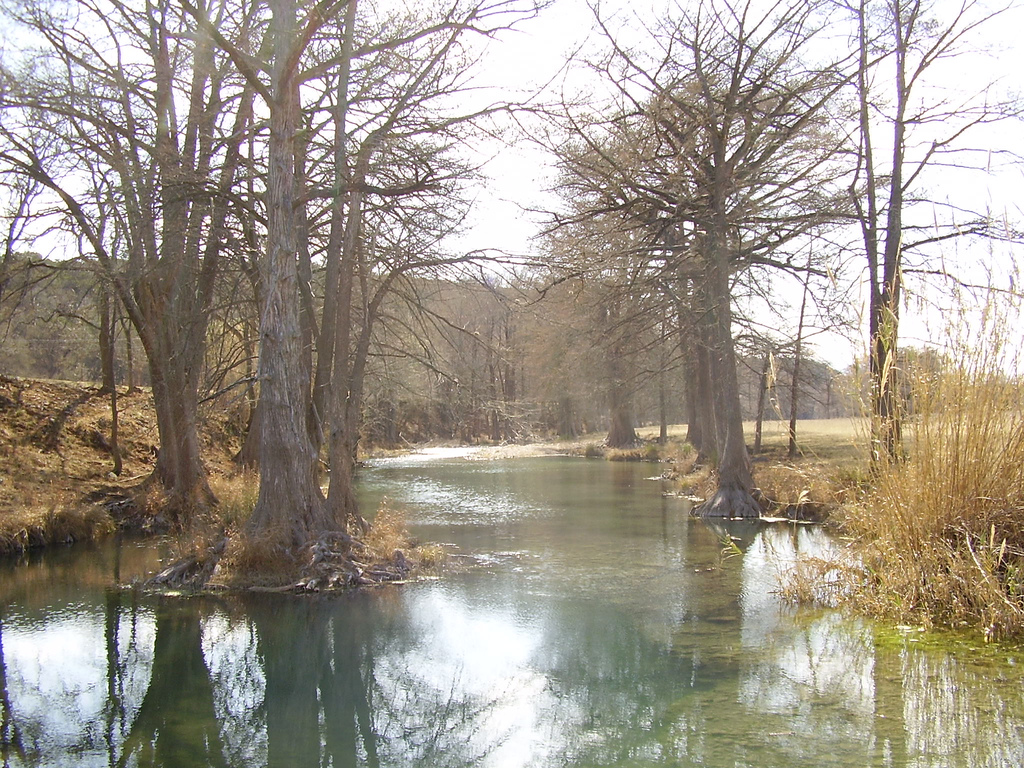
ハント付近
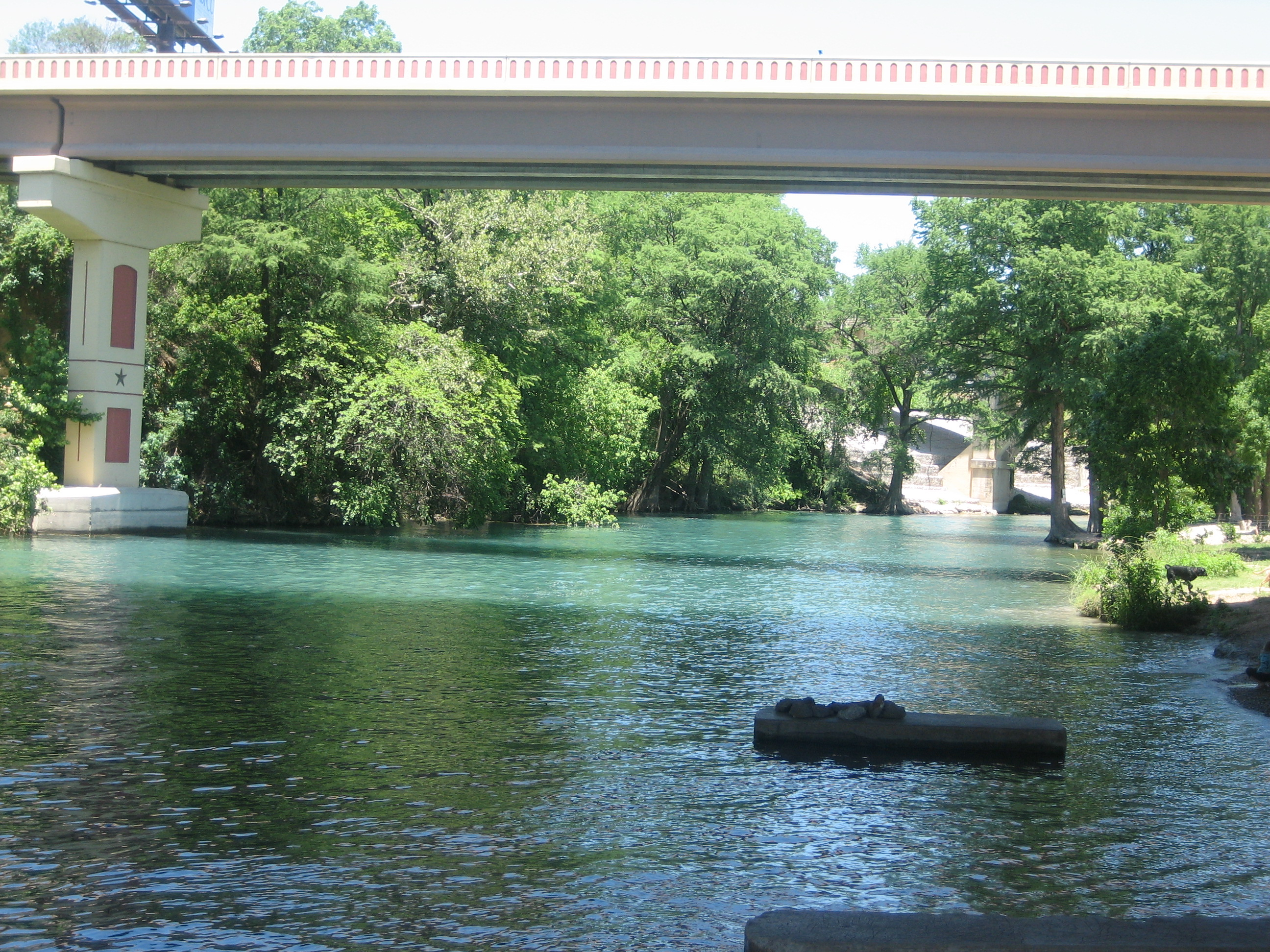
ニューブローンフェルズの州間高速道路35号線高架下
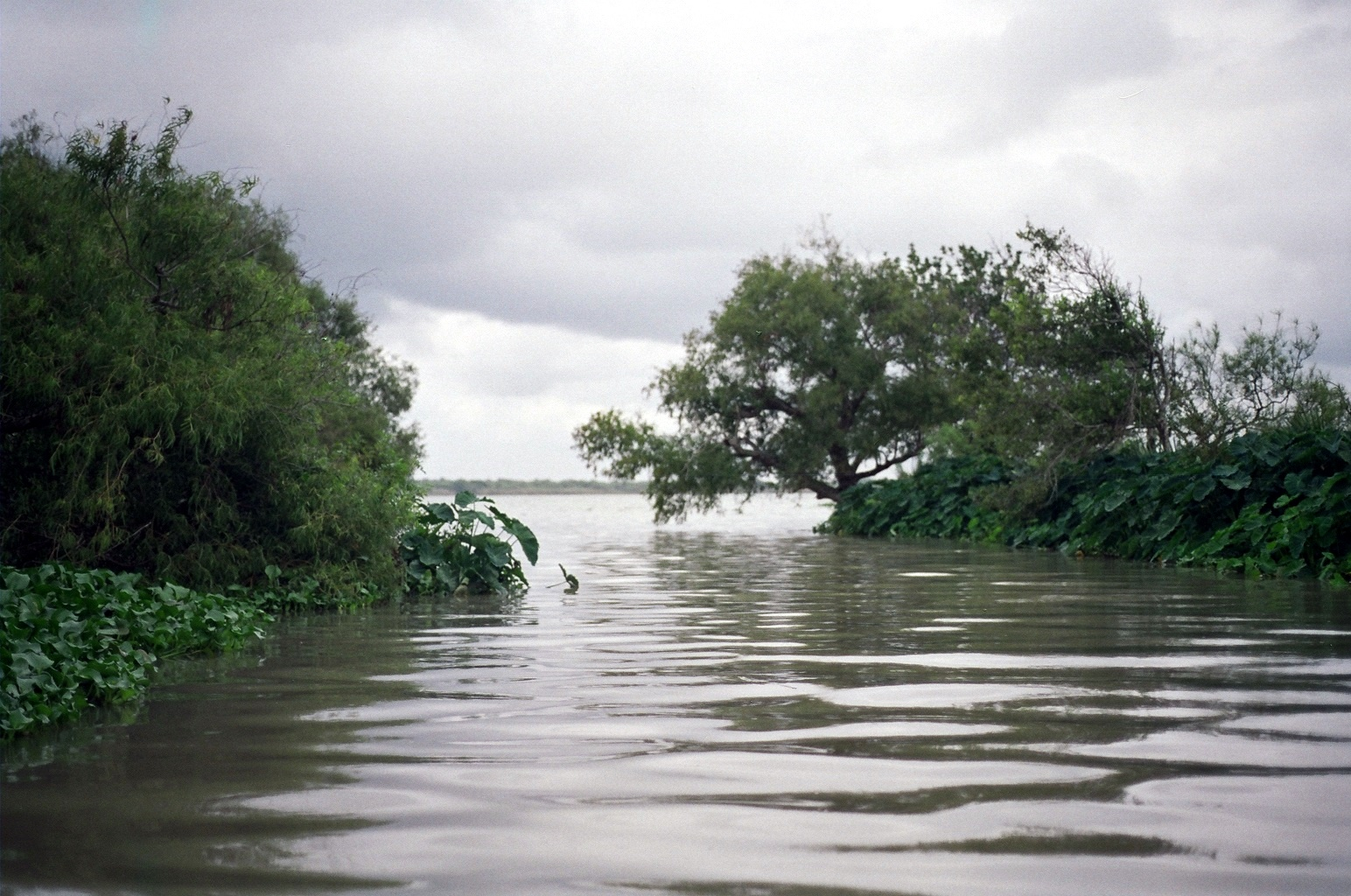
グアダルーペベイ（南グアダルーペ川河口）

## 歴史
この川は、1689年に探検家アロンソ・デ・レオンによってグアダルーペの聖母にちなんで名付けられた。その後、植民地を築いていたスペイン人総督のドミンゴ・テラン・デ・ロス・リオスによってサン・アウグスティンとする改名が宣言されるが、グアダルーペという名前はそのまま残った。多くの探検家は、現在のグアダルーペ川とコマル川の合流点より上流をサン・イボン川と呼び、コマル川をグアダルーペ川と呼んでいた。調査によると、カランカワ族、トンカワ族、ワコ族のインディアンを含む人類が数千年にわたって周辺に住んでいたことが示されている。
ソルムズ王子に率いられた228人のドイツ人開拓移民は、インディアナラから陸路を旅し、テキサス州で最初のドイツ人入植地となるニューブローンフェルズへと向かった。川に到着した開拓者たちは、冬の雨のために川の水位が高く渡河不可能な状況でたじろいだが、ソルムズ王子は、おそらく勇敢さで他の者たちを鼓舞したのだろうか、激流に飛び込み、馬で増水した川を渡った。誰にも負けまいと、随員のベティ・ホールカンプもすぐに後を追い、無事に川を渡ったという手記が残されている。

## 突発的氾濫
この川は地形、地質、気候の組み合わせにより、鉄砲水が発生しやすい。テキサス・ヒル・カントリーの広域は、「フラッシュ・フラッド・アレー」として知られている。ワシントンポスト紙は、この地域を「国内で最も洪水が発生しやすい地域」と報じている。

### 1978年
1978年7月、ハリケーン「アメリア」が上陸し内陸に移動。メディナ川とグアダルーペ川の源流で停滞したことにより洪水が発生し33人が溺死した。

### 1987年
1987年7月17日、突然の鉄砲水が、バスに乗っていた子供たちを巻き込んだ。事故はサンアントニオの北西約50マイル (80 km)にあるテキサス州コンフォートの町の近くで発生した。当時、コンフォートの南西約2マイル (3.2 km)、川の南側にあるポット・オー・ゴールド牧場では、教会のキャンプが開催され、様々な教会から300人以上の子供たちが参加していた。7月16日の夜から17日の朝にかけて、ほぼ12インチ (300 mm)の雨がテキサスの北の丘陵地帯に降り注ぎ、グアダルーペ川で大規模な洪水が発生した。キャンプは17日に終了する予定で、子供たちはその日のうちに帰宅する予定だったが、牧場のキャンプ監督者は水位が上がりすぎる前にその日の早朝に子供たちを避難させることを決定した。その日の午前9時頃、子どもたちはバスに乗り込み、バスは冠水した道路のまだ低水位だった交差点を通過し始めた。
ほとんどのバスはなんとか冠水帯を渡りきったが、ダラス郊外バルチスプリングスにあるシーゴビルロードバプテスト教会バルチスプリングスクリスチャンアカデミーのバス1台が流された。バスには牧師とその妻、付き添いの2人、そして8歳から17歳までの39人の子どもたちが乗っていた。このバスはキャンプを最後に出発し、浸水した渡河地点に沿って進んだが、急激な水位上昇でバスが止まってしまったため、牧師と付き添いの1人は子どもたちに人間の鎖を作り、手をつないで岸までたどり着くよう指示し、子どもたちを安全な場所へ連れ出そうとした。ところが、突然の水の流入で鎖が切れ、子どもたち全員が流されてしまったのである。テキサス州公安局とアメリカ陸軍第507医療師団による救助活動が開始されヘリコプターで大人4人と子ども29人を救助した。最後の生存者は午前11時30分頃に川から救出、その日の午後までに2人の子供の死亡が確認され、8人が依然として行方不明となっていた。最初に確認された犠牲者は14歳の子供で、ヘリコプターで川から引き上げられた後、ロープを掴んでいたところを滑って転落死した。2人目の犠牲者は13歳で、バスが流された場所から約3キロ下流で有刺鉄線に絡まった状態で発見された。子どもの親たちが数人コンフォートに駆けつけ、そのほとんどは町民とアメリカ赤十字社がコンフォート小学校に設置した仮設の避難所に待機した。7月18日にはさらに13歳から16歳の6人の遺体が川から回収された。翌日、9人目にして最後の遺体が川から回収され、14歳の子供と確認された。10人の犠牲者の中で最年長だった17歳の子供の遺体は発見されなかった。
1988年の夏、川のほとりにあるポット・オー・ゴールド牧場への私道のたもとに、亡くなった子供たちを慰霊する記念碑が設置された。1989年4月18日、この災害と救助の物語はドキュメンタリードラマ『レスキュー911』のパイロット版として放映され、1993年には『The Flood: Who Will Save Our Children?』というタイトルでテレビ映画化された。この映画は、子供たちとその家族の体験を追ったもので、ジョー・スパーノが牧師役で主演した。

### 2002年
2002年、この地域に19インチ (480 mm)を超える雨が降った後、氾濫が発生した。

### 2025年
2025年7月、熱帯低気圧「バリー」の影響による集中豪雨で、カー郡を中心に壊滅的な洪水が発生した。サマーキャンプに訪れていた子供たちなどが洪水に巻き込まれ、捜索初期の段階で132人の遺体を収容し約101人が行方不明となっている。

## 流量の変化
グアダルーペ川の状況は急激に変化する特徴がある。流量は、陸軍工兵隊が管理するキャニオン湖のダムによって決定される。安全確保のため、ダムは厳重に管理され適切に維持されるよう努めているが、深刻な洪水が発生しやすい傾向にある。雨季には水位が堤防をはるかに超えて通常の水位を超えることがあり、その場合、急流により生命を脅かす危険な状態となる可能性が増す。流量計が1,000立方フィート毎秒 (28 m3/s)を超えると、熟練したカヤックやホワイトウォーターラフティング愛好家を除き、地元当局は一般的なレクリエーション目的には危険すぎると判断する。2013年10月31日、ニューブローンフェルズの川の水位は、局所的な大雨の影響で1時間15分で74 - 33,500立方フィート毎秒 (2 - 949 m3/s)まで上昇した。

## 利用
キャニオン湖下流では、レインボートラウトやブラウントラウトのフライフィッシングが人気があり、グアダルーペバス、オオクチバス、コクチバス、リオグランデシクリッド、ストライプドバス、ホワイトバスなども釣ることができる。ニューブローンフェルズ市域内のダンラップ湖北端に位置するウェストポイント・ペパレルダムなどの多くの堰堤、放水路、ダム下流では、放水路釣りが行われている。
キャニオンダムとニューブローンフェルズの間は、レクリエーションに最も利用されている。ここはラフティング、カヌー、リバーカヤック、そしてチュービングを楽しむ人々に人気のスポットとなっている。水流が1,000 cu ft/s (28 m3/s)未満の場合は、この区間に数百、場合によっては数千ものチュービングを楽しむ人々で賑わうが、1,000 cu ft/s (28 m3/s)を超える場合は、チュービングは困難となる。1,000 cu ft/s (28 m3/s)以上2,500 cu ft/s (71 m3/s)未満の場合は、ラフティングやパドリングに最適とされる。流量はキャニオンダムと、その地域の降雨量によって変動する。支流のサンマルコス川下流とグアダルーペ川は、ボートレース「テキサス・ウォーター・サファリ」のコースとなっている。
サンアントニオのマンダ系アメリカ人コミュニティは、グアダルーペ川で定期的にマスブタと呼ばれる洗礼の儀式を行っている。